# Бофор-Орбанья
Бофор-Орбанья (фр. Beaufort-Orbagna) — муніципалітет у Франції, у регіоні Бургундія-Франш-Конте, департамент Жура. Бофор-Орбанья утворено 1 січня 2019 року шляхом злиття муніципалітетів Бофор i Орбанья. Адміністративним центром муніципалітету є Бофор. Населення — 1444 особи (01.01.2021).